# Ken Morioka
Ken Morioka (森岡賢) (Tóquio, 15 de março de 1967 – 3 de junho de 2016) foi um produtor musical, pianista, compositor e modelo japonês, membro do grupo pioneiro japonês de música eletrônica e synthpop Soft Ballet.
Além de trabalhar com artistas como Buck-Tick, Kaya, Tomoyasu Hotei, ZIZ e Közi, ele também mantinha os projetos minus (-) e KA.F.KA.
Ken faleceu em 3 de junho de 2016 de insuficiência cardíaca.

## Carreira

### Ínicio
Filho do compositor Kenichiro Morioka, o mundo da música conquistou Ken quando ele estava no ensino médio e viu um show de Gary Numan. Com cerca de 15 anos, Maki Fujii e Morioka se encontravam na discoteca Tsubaki House e ouviam canções New wave famosas, principalmente Yellow Magic Orchestra. Antes de iniciar sua carreira musical, Ken era modelo da revista June.

### Soft Ballet (1989-2003)
Das raízes do projeto Volaju, Maki Fujii, Ryoichi Endo e Morioka fundaram o grupo de synthpop Soft Ballet. Seu álbum de estreia Earth Born, lançado por uma gravadora major, foi lançado em 1989. Em 1995 o grupo se separou, voltando em 2002 até 2003.

### Minus (2014-2016)
Em 2014, Morioka e Fujii formaram o projeto minus (-), que lançou 1 álbum e 4 EPs até ser encerrado com a morte de Morioka em 2016. 
No dia 7 de junho de 2016, o irmão do compositor publicou a notícia na página oficial do Facebook: Ken havia falecido aos 49 anos de insuficiência cardíaca, no dia 3.